# Папуасский пехотный батальон
Папуасский пехотный батальон (англ. Papuan Infantry Battalion, PIB) — туземное пехотное подразделение, действовавшее в составе Австралийской армии с 1940 по 1946 год.
Формирование батальона преимущественно из папуасов для защиты территории Новой Гвинеи от возможного вторжения японцев началось в первые месяцы 1940 года в Порт-Морсби. Должности офицеров и младших командиров занимали австралийцы. Формирование проходило медленно, и первые официальные назначения состоялись лишь в марте 1941 года. К началу 1942 года в батальоне насчитывалось всего три неполных и плохо вооруженных роты. Эти подразделения использовались, в основном для дозорной и разведывательной службы. Как правило, папуасские подразделения порознь придавались американским и австралийским частям.
После начала войны на Тихом океане батальон участвовал во многих операциях союзников в Новой Гвинее. В июне 1942 года его личный состав мелкими группами патрулировал северное побережье Новой Гвинеи, и именно его бойцы первыми вступили в соприкосновение с подразделениями японцев, высадившимися в Папуа. Вместе с 39-м австралийским батальоном папуасы участвовали в боях при Кокода, Деники и Исурава, отступая под натиском противника вдоль тропы Кокода.
После того, как союзники захватили плацдармы Буна, Гона и Санананда на северном побережье и перешли в наступление, папуасский батальон принимал участие в наступлении на Саламауа, в боях в долине Раму и на хребте Финистерре (действуя вдоль рек Маркхэм, Раму и Сепик), а также в боевых действиях на полуострове Хуон (в захвате Финшхафена и Саттельберга, а также в преследовании отступающего противника вдоль северного побережья в направлении Саидора.
В 1944 году батальон был отозван в тыл для реорганизации и вместе с несколькими новогвинейскими пехотными батальонами в ноябре 1944 года составил Полк тихоокеанских островов (англ. Pacific Islands Regiment, PIR). В 1945 году батальон передислоцировался в Бугенвиль, где в последние месяцы войны его роты порознь действовали на разных фронтах от Бониса до Буина. По окончании войны батальону была поручена охрана военнопленных, чем он и занимался до самого роспуска в августе 1946 года.

## Командиры
- Майор Л. Логан (1940—1942)
- Майор У. Т. Уотсон (1942—1944)
- Подполковник Э. А. Стэндфилд (1944)
- Подполковник С. Эллиот-Смит (1944—1945)